# Katt Shea
Kathleen Ann "Katt" Shea, född 1957 i Detroit i Michigan, är en amerikansk skådespelare, filmregissör och lärare inom skådespeleri. Hon är mest känd för att regissera den erotiska thrillern Dödlig intrig (engelska: Poison Ivy) från 1992, som nominerades vid Sundance Film Festival under samma år.
Shea gifte sig under år 1979 med medarbetaren Andy Ruben. Paret skildes 1992.

## Medverkan (i urval)
- 1983 – Slutprovet – skådespelerska
- 1983 – Scarface – skådespelerska
- 1986 – Psycho III – Patsy Boyle
- 1987 – Lockbetet – manusförfattare, regissör
- 1989 – Razor-Blade – regissör, manusförfattare
- 1992 – Dödlig intrig – regissör, manusförfattare
- 1999 – Carrie 2 – regissör, skådespelerska
- 2019 – Kitty i spökhuset – regissör
- 2022 – Räddad av Ruby – regissör